# Mertensophryne nyikae
Espèce
Synonymes
- Bufo taitanus nyikae Loveridge, 1953
- Bufo nyikae Loveridge, 1953

Statut de conservation UICN

 NT  : Quasi menacé
Mertensophryne nyikae est une espèce d'amphibiens de la famille des Bufonidae.

## Répartition
Cette espèce se rencontre à haute altitude sur le plateau de Nyika  :
- dans le Nord du Malawi ;
- en Zambie dans le district d'Isoka dans la province Septentrionale.

## Étymologie
Cette espèce est nommée en référence au lieu de sa découverte, le plateau Nyika.

## Publication originale
- Loveridge, 1953 : Zoological results of a fifth expedition to East Africa. IV. Amphibians from Nyasaland and Tete. Bulletin of the Museum of Comparative Zoology, vol. 110, p. 325–406 (texte intégral).